# Culture du Danemark

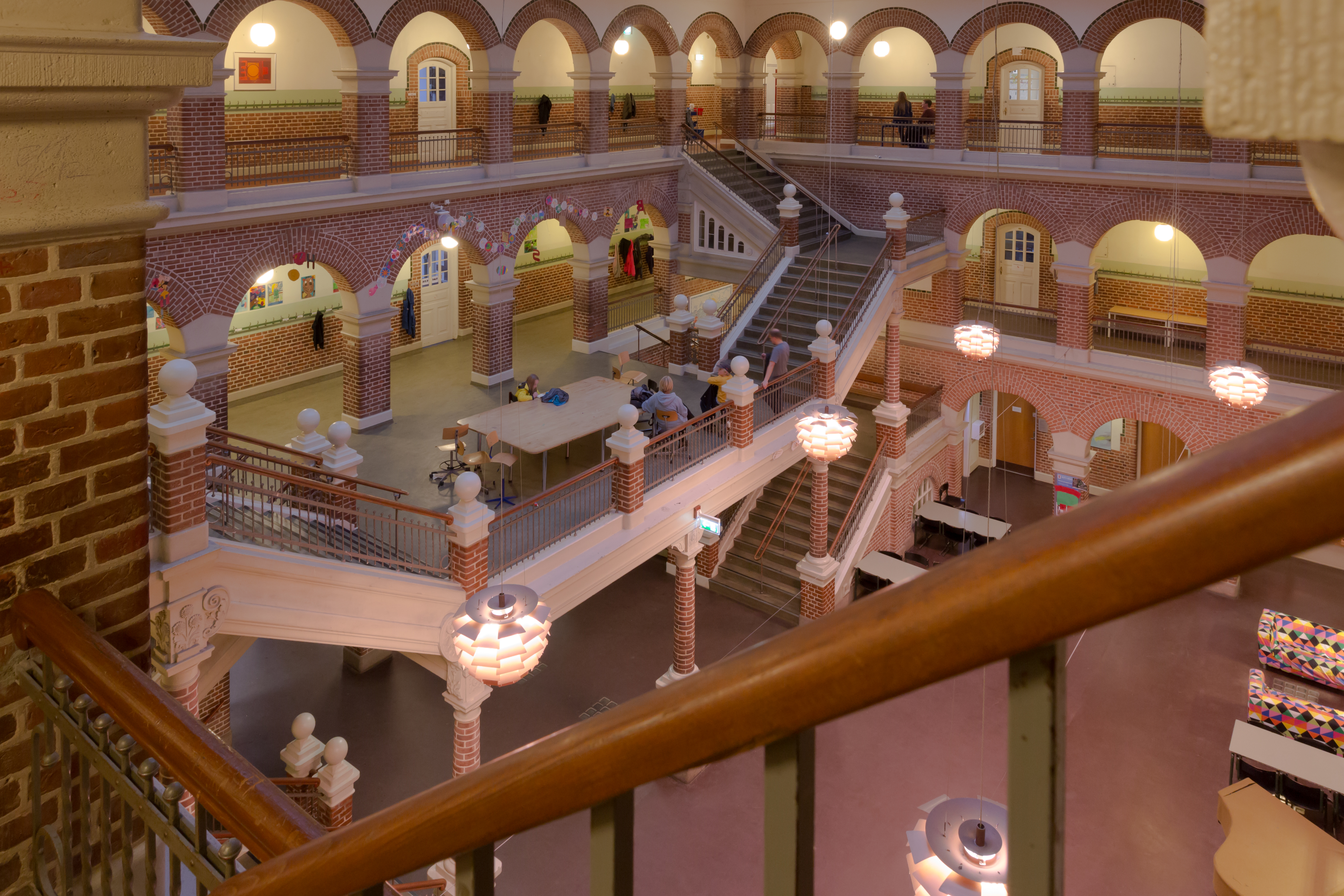
Hall de la Læssøesgades Skole à Aarhus.

La culture du Danemark, pays de l'Europe du Nord, désigne d'abord les pratiques culturelles observables de ses habitants (< 5 400 000, estimation 2017).
La culture du Danemark est marquée par des éléments typiques de la société danoise dans la vie de tous les jours, ainsi que par des personnalités de renommée internationale, comme l'écrivain Hans Christian Andersen.
Le mode de vie danois est marqué par la ponctualité, la modestie mais surtout l'égalité.

## Langues, peuples, cultures

### Langues
- Langues au Danemark, Langues du Danemark
- Étymologie du Danemark (en)
- Danois, langue germanique, Conseil de la langue danoise, dialectes danois
- Féroïen, dialectes
- Groenlandais Kalaallisut, variantes : Tunumiit, Inuktun
- Romani
- Allemand
- Langues minoritaires au Danemark (en)
- Langues aux Îles Féroé (en)
- Langues immigrantes
- Langues étrangères apprises : anglais, allemand, suédois, français, espagnol, russe…
- Langue des signes danoise

### Peuples
- Démographie du Danemark
- Démographie des îles Féroé
- Démographie du Groenland, Suicide au Groenland (en)
- Skræling
- Groupes ethniques au Danemark
- Danois (5 000 000)
  - Danois originaire des îles Féroé (en) (22 000)
  - Groenlandais au Danemark (en) (20 000)
  - Esquimaux
  - Inuits
  - Islandais
  - Suédois
  - Norvégiens
- Présence étrangère ancienne
  - Allemands du Schleswig du Nord au Danemark
  - Potato Germans (en)
  - Juifs au Danemark (6 400), Histoire des Juifs au Danemark
  - Roms
- Expatriation au Danemark
- Immigration récente, Immigration au Danemark (en)
  - Arabes au Danemark (en) (121 000) : Syriens au Danemark (en) (20 000), Irakiens au Danemark (en) (31 000), Palestino-danois (da) (24 000)…
  - Turcs au Danemark (en) entre (30 000 et 70 000)
  - Somaliens au Danemark (en) (20 811)
  - Macédoniens au Danemark (12 000)
  - Vietnamiens au Danemark (da) (14 000)
  - Arméniens au Danemark (en) (1 200)
  - Grecs au Danemark (en) (1 180 en 2009)
  - Chinois au Danemark (en) (1 437 en 2009)
  - Géorgiens au Danemark (250)…
- Diaspora danoise : États-Unis (1 450 000), Canada (200 000), Brésil (140 000), Norvège (52 000), Australie (51 000), Allemagne (50 000)…
  - Mexicans scandinaves (en), Brésiliens scandinaves (en), Vénézuéliens scandinaves (en)
  - Diaspora scandinave (en)

### Cultures ultramarines
- Culture des îles Féroé
- Culture du Groenland

## Traditions

### Religion
- Église du Danemark
- Religion au Danemark, Religion au Danemark (rubriques)
- Christianisme au Danemark, Christianisme au Danemark (rubriques), Chrétienté au Danemark (en)
- Autres spiritualités
  - Bouddhisme au Danemark (rubriques)
  - Judaïsme, Histoire des Juifs au Danemark
  - Foi baha'ie au Danemark (en)
  - Hindouisme au Danemark (en)
  - Islam au Danemark (en)
  - Ásatrú
  - Théosophie en Scandinavie (en)

### Symboles
- Armoiries du Danemark, Drapeau du Danemark
- Drapeau d'Ærø
- Der er et yndigt land, hymne national danois
- Kong Christian stod ved højen mast, hymne royal du Danemark

### Folklore et mythologie
- Folklore scandinave
- Mythologie nordique, Mythologie nordique (rubriques)
- Bibliographie sur la mythologie nordique
- Edda de Snorri
- La mythologie islandaise diverge peu[2].
- Kitchen witch (en)
- Croix des trolls (en)
- Journées Tycho Brahe (en)
- Folklore scandinave
- Vineta, cité engloutie en Mer Baltique

### Pratiques
- Groenland : Taseralik, Qilakitsoq
- Land of Legends (Sagnlandet Lejre) (en)

### Fêtes
- Fêtes et jours fériés au Danemark
- Jul (Danemark)

| Date                         | Nom français            | Nom local             | Remarques                                                                                 |
| ---------------------------- | ----------------------- | --------------------- | ----------------------------------------------------------------------------------------- |
| 1er janvier                  | Nouvel An               | Nytårsdag             |                                                                                           |
| deuxième dimanche après Noël | Epiphanie               | Helligtrekongersdag   | Les Danois célèbrent la Bénédiction de la Craie.                                          |
| jours avant le Carême        | Mardi Gras              | Fastelavn             |                                                                                           |
| jeudi avant Pâques           | Jeudi saint             | Skærtorsdag           |                                                                                           |
| vendredi avant Pâques        | Vendredi saint          | Langfredag            |                                                                                           |
| mars/avril                   | Pâques                  | Påskesøndag           | Les Danois célèbrent trois jours pour Pâques.                                             |
| le jour suivant Pâques       | Lundi de Pâques         | 2. påskedag           |                                                                                           |
| 5 juin                       | Jour de la Constitution | Grundlovsdag          | Signature de la constitution danoise en 1849.                                             |
| 4e vendredi après Pâques     |                         | Store bededag         | Jour des prières : un rassemblement de plusieurs jours fériés chrétiens en un jour plein. |
| 40 jours après Pâques        | Ascension               | Kristi himmelfartsdag |                                                                                           |
| 7 semaines après Pâques      | Pentecôte               | Pinse                 | Les Danois célèbrent deux jours pour la Pentecôte.                                        |
| 24 décembre                  | Veille de Noël          | Juleaften             | Les enfants reçoivent des cadeaux la veille de Noël.                                      |
| 25 décembre                  | Jour de Noël            | (1.) juledag          | Les Danois célèbrent trois jours pour Noël.                                               |
| 26 décembre                  | 2e jour de Noël         | 2. juledag            |                                                                                           |

## Société
- Personnalités danoises par profession
- Personnalité danoise
- Liste de Groenlandais (en)
- Loi de Jante

### Famille
- Femmes au Danemark (en)
- Naissance
- Nom, Patronymes danois
- Enfance
- Adolescence
- Genre
- Sexualité
- Droits LGBT au Danemark
- Mariage, union
- Emploi, Flexisécurité
- Vieillesse
- Décès
- Funérailles

### Éducation
- Système éducatif au Danemark
- Liste d'écoles au Danemark (en)
- Université au Danemark
  - Université de Copenhague
  - Université d'Aarhus
  - Éducation aux Îles Féroé (en), Université des îles Féroé
  - Éducation au Groenland, Université groenlandaise
- Liste d'archives au Danemark (en)
- Science et technologie au Danemark
- Liste des pays par taux d'alphabétisation
- Liste des pays par IDH

### État
- Histoire du Danemark
- Politique au Danemark
- Liste des guerres du Danemark
- Sécurité
- Émeutes
  - Bataille de Ryesgade (1986)
  - Narsaq massacre (en) (1990)
  - Copenhagen December Riot (en) (2006)
  - Denmark v Sweden (UEFA Euro 2008 qualifying) (en) (2008)
- Terrorisme au Danemark, Liste d'actes terroristes au Danemark (en)

### Droit
- Droit danois
- Droits LGBT au Danemark, Droits LGBT au Groenland
- Criminalité au Danemark (en)
- Traite des êtres humains au Danemark (en)
- Corruption au Danemark (en)
- Racisme, antisémitisme, suprémacisme blanc, Mouvement de résistance nordique
- Droits de l'homme au Danemark[3]
- Rapport Danemark 2016-2017 d'Amnesty International

### Divers
- Cyclisme au Danemark
- Emploi / chômage ?
- Coût de la vie[4] : en décembre 2017, le salaire moyen mensuel serait de 4 599 euros (contre 2900 en France).

### Art de vivre danois
En 2008, le Danemark serait le pays où la population est la plus heureuse.

#### Influence de la culture protestante luthérienne

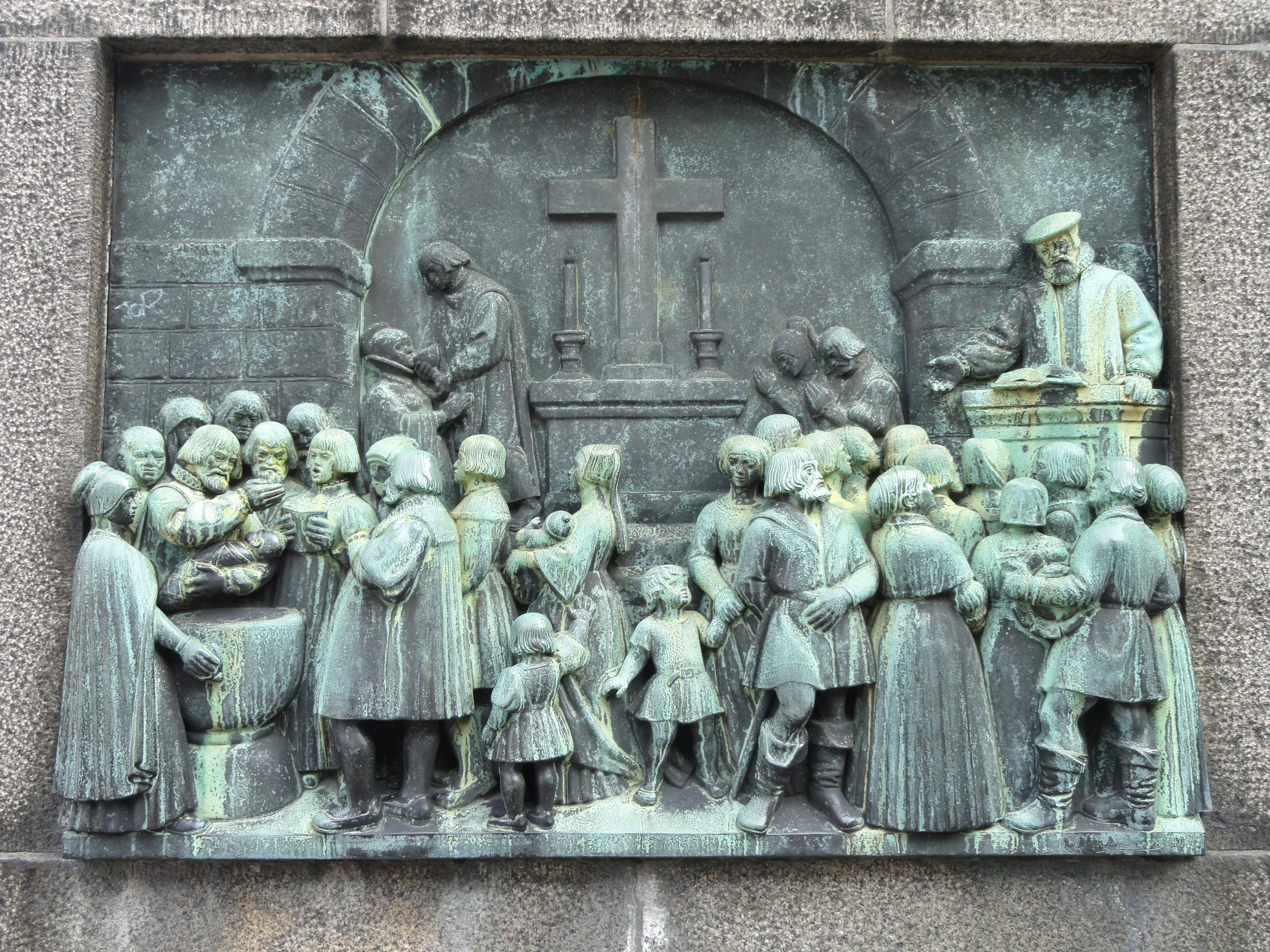
Reformationsmonumentet à Copenhague.

Le Danemark est un pays protestant luthérien. La majeure partie de la population est originaire de petites communautés rurales autrefois très pieuses. L'égalitarisme danois est hérité de cette tradition avec notamment l'omniprésence de la loi de Jante (Jantelov), philosophie non écrite qui invite à la modestie et dont le précepte essentiel est « surtout ne te considère pas comme un être supérieur à autrui ». Étaler son ego est mal vu. La Jantelov est profondément ancrée dans la mentalité danoise. Les cas de conscience, l'autocritique et un certain « nombrilisme » sont très présents. Les Danois sont très disciplinés. La tradition protestante danoise repose beaucoup sur le dialogue. Les pasteurs ont le droit de se marier et sont des pères de famille. Les femmes peuvent devenir pasteurs.

#### Égalité et solidarité
L'égalité homme-femme est très marquée depuis les années 1960. Le Danemark a accordé très tôt le droit de vote aux femmes (1915) et reste fameux pour sa libération sexuelle. Les hommes participant activement aux tâches ménagères et il existe des « congés paternels » ainsi que des congés maternité.
Le Danemark est l'un des premiers pays à autoriser le mariage homosexuel.
Par ailleurs, le Danemark est l'un des pays qui offre le plus de dons aux associations caritatives.
La société danoise a également fait preuve au cours des décennies passées d'une certaine politique de tolérance aux expériences sociales. En témoigne la commune libre de Christiania, haut lieu du tourisme de Copenhague, aujourd'hui en passe d'être « normalisée » selon l'expression du gouvernement. Paradoxalement, les divorces sont très nombreux au Danemark et les familles recomposées et monoparentales sont nombreuses.
Les Danois sont très citoyens. Ils déposent énormément de plaintes et remplissent des formulaires de suggestions de points et services à améliorer. Ils sont souvent membres d'un grand nombre d'associations (parents d'élèves, clubs de sports, syndicats…). La politique se fait dans un climat plus désacralisé et humain que dans les autres pays européens. Les élèves des lycées peuvent ainsi mettre des affiches au sein de leurs établissements scolaires lors des élections. Les débats font partie intégrante de la tradition danoise. Ils sont en général très polis par rapport à ce qui se pratique ailleurs, même si on constate un durcissement ces dernières années avec des violences urbaines et sociales qui n'existaient pas il y a une décennie. Le Danemark est lui aussi touché par la crise et la culture de l'inclusion devient de moins en moins évidente sur le plan social, mais reste très présente par rapport aux autres pays.

### Hygge

#### Idée
- Le terme hygge, intraduisible en français, signifie être bien, confortable, tranquille, et désigne un aspect fondamental de la culture danoise, à savoir l'absence de tout ce qui peut causer du tracas. Les Danois privilégient ainsi la gentillesse, le confort, les présences amicales. Ce hygge est particulièrement mis en avant au moment des festivités de Noël. Il est souvent associé à la présence de bougies qui favorisent une ambiance chaleureuse. Cependant, l'été est également riche en ambiances hygge : lors de festivals conviviaux ou encore de pique-niques en plein air. Enfin, la présence de la famille et/ou des amis est essentielle dans un contexte hygge.

##### Étymologie
- Le mot hygge vient de la langue norvégienne où il signifierait une forme de "bien-être". Vers la fin du XVIIIe siècle, il intègre la culture et la langue danoise[6].
- L'adjectif associé, pour décrire une situation relevant du hygge, est "hyggeligt".

##### Décoration intérieure
- Le Hygge est même utilisé pour qualifier un type de décoration intérieure inspirée des intérieurs danois typiques. Dans le domaine de l'art de vivre Hygge, le confort et la chaleur sont privilégiés avec des tissus chaleureux, et de grands canapés. La luminosité de l'espace habité est également centrale, car les Danois sont très inventifs pour compenser les longs hivers parfois pesants. C'est pourquoi les tons clairs et les bougies sont souvent utilisés pour favoriser la luminosité, et le bois est présent pour apporter de la chaleur à l'espace.

## Arts de la table

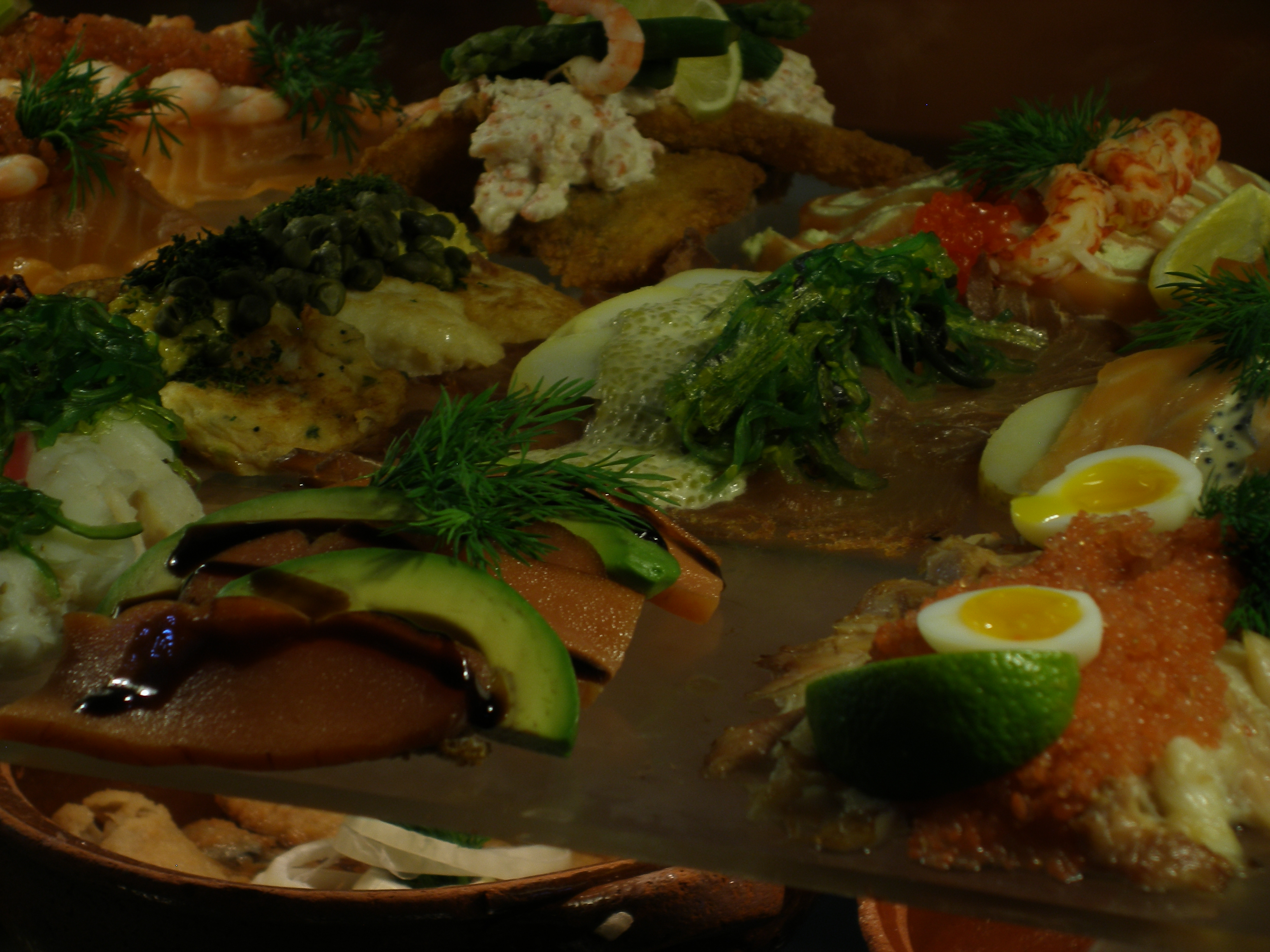
Sandwiches ouverts, dits smeurebreud.

### Cuisine(s)
- Cuisine danoise, Cuisine danoise (rubriques)
- Cuisine des îles Féroé (en)
- Cuisine groenlandaise (en)
- Academia Solanum Tuberosum (Académie de la pomme de terre, 2008)

Parmi les spécialités culinaires du Danemark, on trouve les smeurebreud, qui sont des sandwiches ouverts et copieusement garnis. Il est à noter que le restaurant Noma à Copenhague a été élu « meilleur restaurant du monde » en 2010 et 2011.

### Boisson(s)
- Viticulture au Danemark
- Bière au Danemark (en), Greenland Brewhouse (en)
- Arnbitter (en)
- Aquavit
- Vodkas : Danzka (en), Frïs Vodka (en)

Les bières danoises, brassées notamment par Carlsberg ou Faxe, sont aussi réputées. Les Danois sont également les inventeurs de la première bière libre.

## Santé
- Santé, Santé publique, Protection sociale
- Santé au Danemark (en), Santé au Danemark (rubriques)
- Avortement au Danemark (en)
- Approvisionnement en eau et assainissement au Danemark (en)
- Épidémie de gastro-entérite et de syndrome hémolytique et urémique de 2011 en Europe
- Cannabis au Danemark
- Liste des pays par taux de tabagisme
- Liste des pays par taux de natalité
- Liste des pays par taux de suicide

### Sports, arts martiaux
- Sport au Danemark, Sport au Danemark (rubriques)
- Sportifs danois
- Danemark aux Jeux olympiques
- Danemark aux Jeux paralympiques
- Arts martiaux au Danemark
- Sport équestre, Jeux équestres mondiaux

## Média
- Média au Danemark (rubriques)
- Journalistes danois
- Télécommunications au Danemark (en)
- Liberté d'expression et de presse au Danemark (en)
- Censure au Danemark (en)

### Presse
- Catégorie:Presse écrite au Danemark (rubriques)
- Liste de journaux au Danemark
- Magazines danois

### Radio
- Radio au Danemark (rubriques)

### Télévision
- Télévision au Danemark (rubriques)

### Internet (.dk)
- Internet au Danemark (en)
- Censure au Danemark (dont internet) (en)
- Blogueurs danois
- Sites web danois

## Littérature
- Littérature danoise
- Écrivains danois
  - Søren Kierkegaard (1813-1855)

Portrait de Hans Christian Andersen (1869).

  - Hans Christian Andersen (1805-1875)
  - Écrivains féroïens
  - Auteurs danois de roman policier, Jussi Adler-Olsen (1950-)
- Livres danois[7]
  - Geste des Danois
  - Contes danois
    - Liste des contes d'Andersen

  - Nouvelles danoises
  - Romans danois
  - Pièces de théâtre danoises
- Bibliothèques du Danemark

### Littérature contemporaine
- Svend Aage Madsen (1939-)
- Nationalencyklopedin, la grande encyclopédie suédoise (1980-2000), relayant la Nordisk familjebok (1876-1957)
- Projet Runeberg

## Artisanat
- Arts appliqués, Arts décoratifs
- Artisanat d'art, Artisanat par pays
- Designers danois

Les savoir-faire liés à l’artisanat traditionnel relèvent (pour partie) du patrimoine culturel immatériel de l'humanité. On parle alors de trésor humain vivant.
Mais une grande partie des techniques artisanales ont régressé, ou disparu, dès le début de la colonisation, et plus encore avec la globalisation, sans qu'elles aient été suffisamment recensées et documentées.

### Design

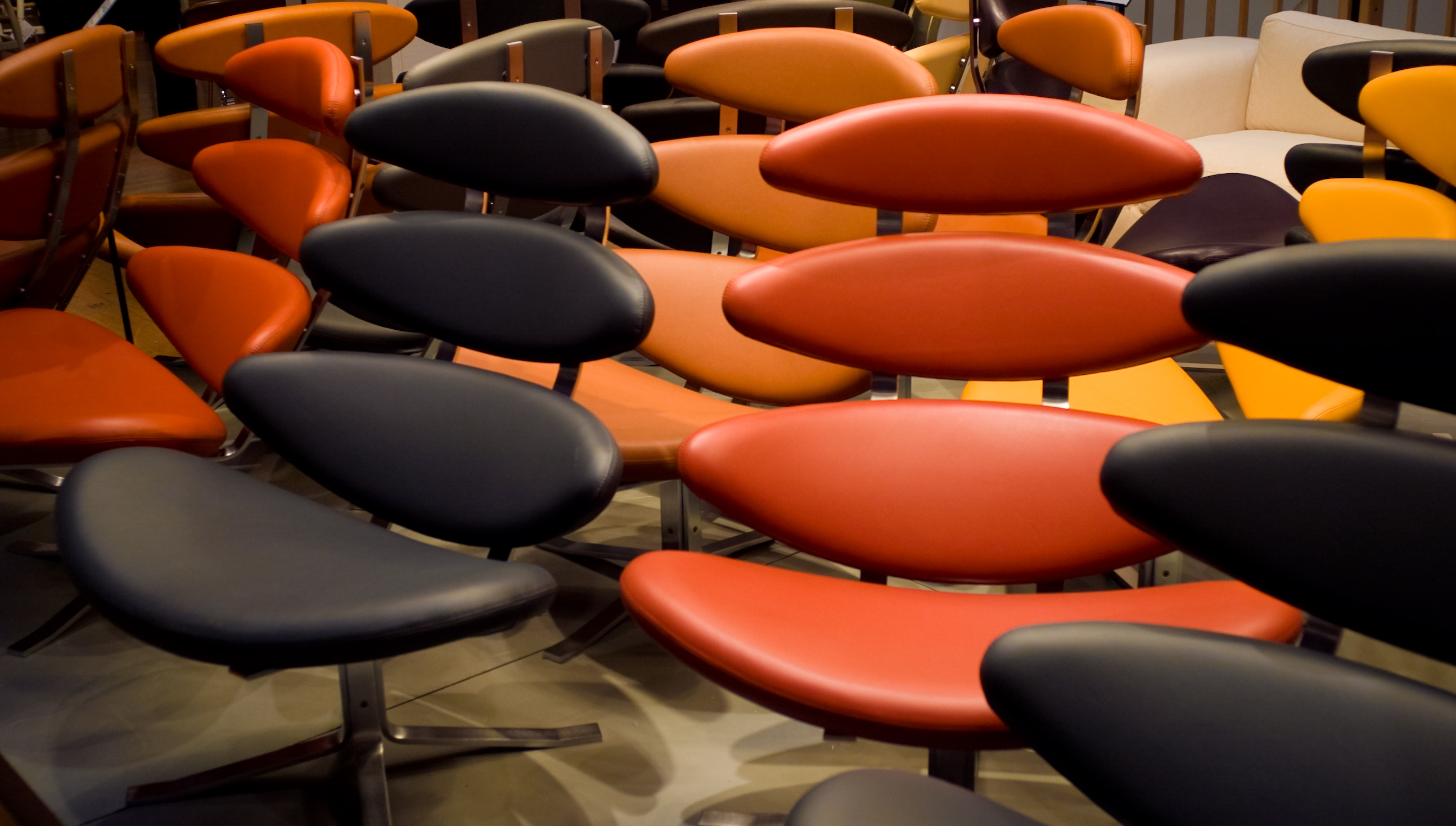
Chaises Corona par Poul Voltner.

Le design danois est réputé pour ses lignes épurées et son élégance, mais aussi pour son côté fonctionnel. Il a subi l'influence du Bauhaus, mais s'en est écarté pour obtenir une identité propre, en se basant à la fois sur un artisanat de haute qualité et une industrie performante.
Parmi les designers les plus connus, il est possible de citer Arne Jacobsen, Hans Wegner ou Georg Jensen.
Parmi les marques les plus connues, il y a Bang & Olufsen, la Porcelaine royale, ou encore Lego.

### Bois, métaux
- Horlogerie danoise

### Poterie, céramique, faïence
- Céramique scandinave
- Céramique de l'Âge de fer en Suède (de)

### Verrerie d'art
- Maîtres verriers danois

### Joaillerie, bijouterie, orfèvrerie
- Orfèvres danois

## Arts visuels
- Arts visuels, Arts plastiques, Art sonore
- Art danois (en)
- École d'art au Danemark :
- Artistes danois
- Artistes contemporains danois
- Artistes groenlandais
- Artistes féroïens
- Canon de la culture danoise, 108 œuvres artistiques danoises d'excellence

### Archéologie
- Bateau de Hjortspring, Bateau de Nydam
- Char solaire de Trundholm, Disque céleste de Nebra
- Homme de Tollund, Homme de Grauballe, Femme d'Elling, Femme d'Egtved
- Nécropole de Tustrup
- Chaudron de Gundestrup, Amulettes de Sorte Muld
- Âge du bronze danois
- Pierre du masque
- Archéologie du Danemark (en)
- Art rupestre au Danemark (en)

### Dessin
- Dessinateurs danois
- Graveurs danois
- Illustrateurs danois
- Affichistes danois
- Auteurs danois de bande dessinée

### Peinture
- Peinture danoise
- Âge d'or danois
- Peintres danois, Liste de peintres danois
  - Christoffer Wilhelm Eckersberg
  - Christen Købke
  - Peintres de Skagen (1870)
  - Fynboerne (1880-1910)
- Tableaux danois

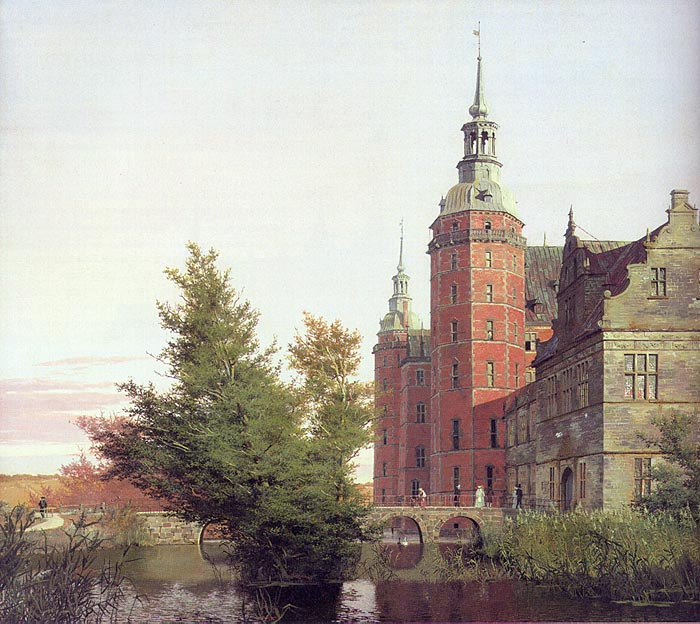
Christen Købke
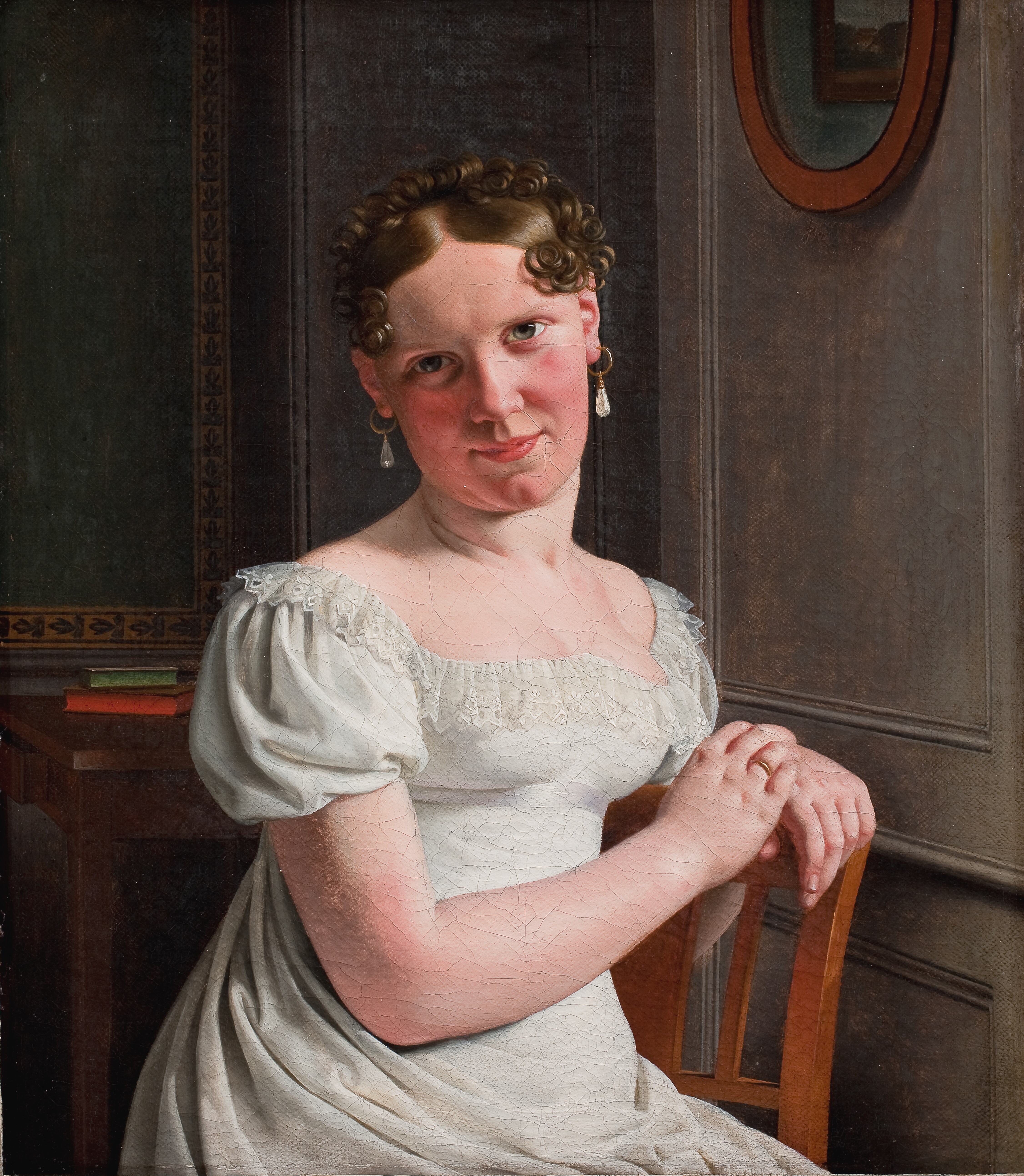
Christoffer Wilhelm Eckersberg
Peder Severin Krøyer
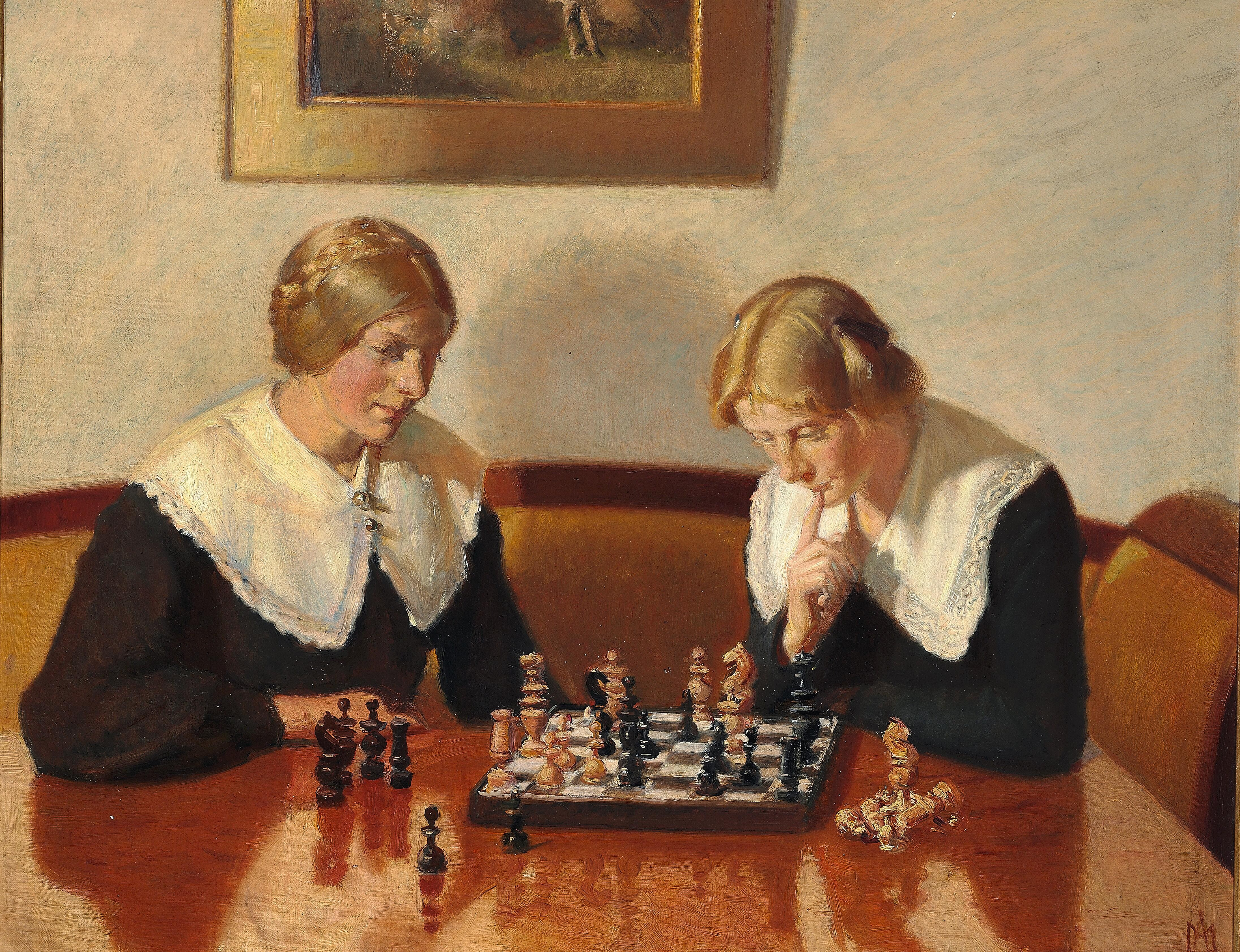
Michael Ancher
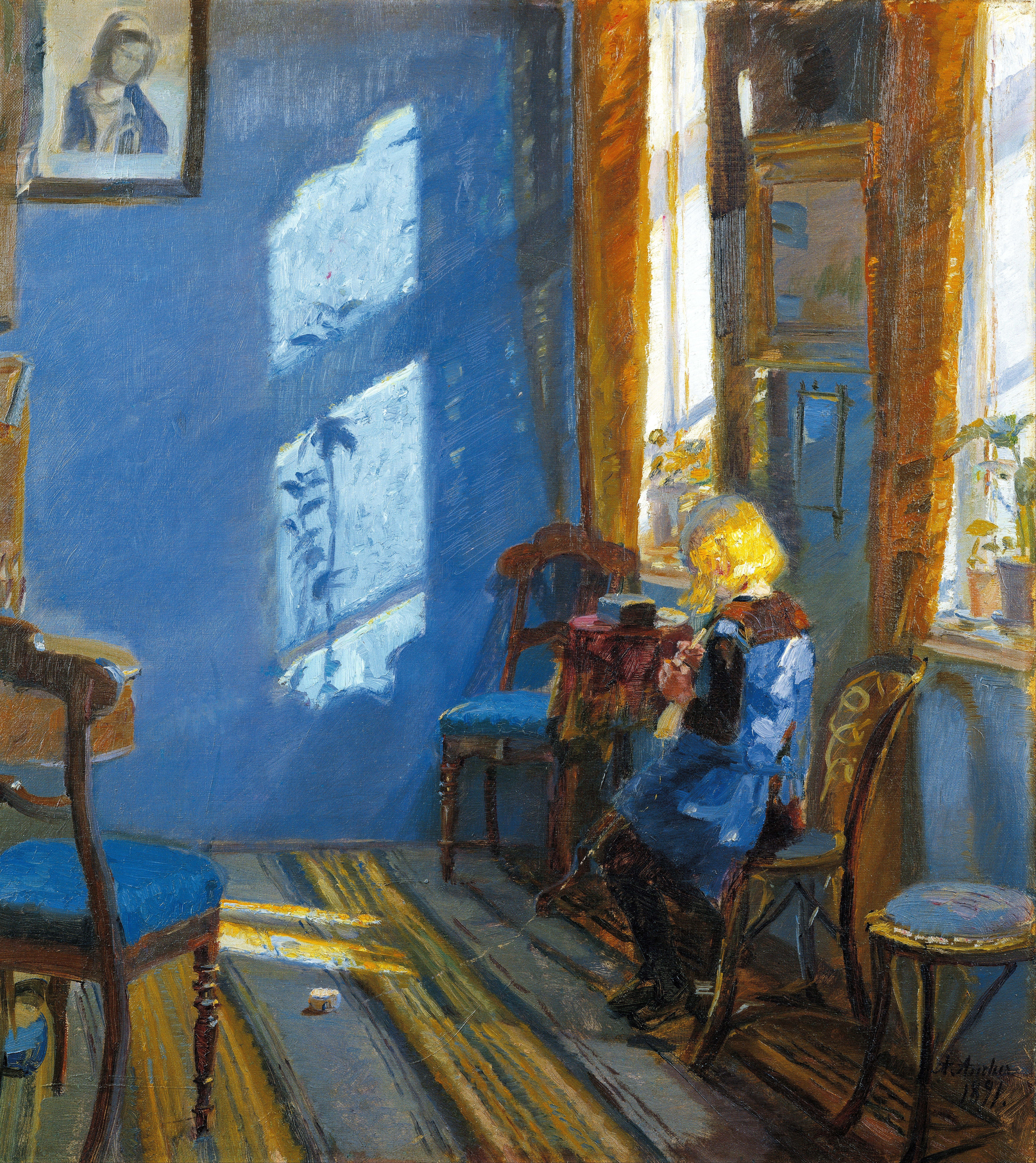
Anna Ancher

### Sculpture
- Sculpture danoise (en), Sculpture au Danemark, Sculpture au Danemark (rubriques)
- Sculpteurs danois

### Architecture
- Architecture néoclassique en Scandinavie
- Architecture au Danemark, Architecture au Danemark (rubriques)
- Architecture scandinave médiévale (en)
- Liste des bâtiments historiques en Suède, Byggnadsminne, Blue plaque
- Fermes décorées de Hälsingland (1700-1899)
- Architectes danois
- Urbanisme au Danemark (rubriques)

### Photographie
- Photographes danois
- Photographie au Danemark (en)

### Graphisme
- Graphistes danois

## Arts du spectacle
- Spectacle vivant, Performance, Art sonore

### Musique
- Musique danoise, Musique danoise (rubriques)
- Académie royale danoise de musique
- Festivals de musique au Danemark : Festival de Roskilde, Festival de Skagen, G! Festival et une cinquantaine d'autres
- Musique populaire nordique (en)
- Musiciens danois
- Chanteurs danois
- Groupes de musique danois
- Rock danois
- Musiques hors métropole
  - Musique inuite
  - Musique des îles Féroé (en)
  - Musique du Groenland (en)
- La chanteuse Emmelie De Forest a gagné le 58e concours de l'Eurovision 2013 à Malmö en Suède avec sa chanson « Only Teardrops ».

### Danse
- Danse au Danemark, Danse au Danemark (rubriques)
- Danse populaire danoise (en)
- Liste de danses
- Danseurs danois
- Chorégraphes danois

### Théâtre
- Dramaturge danois
- Pièces de théâtre danoise
- Théâtre au Danemark (en)

### Autres scènes: marionnettes, mime, pantomime, prestidigitation
Les arts mineurs de scène, arts de la rue, arts forains, cirque, théâtre de rue, spectacles de rue, arts pluridisciplinaires, performances manquent encore de documentation pour le pays…
Pour le domaine de la marionnette, la référence est : Arts de la marionnette au Danemark, sur le site de l'Union internationale de la marionnette UNIMA).
- Carnavals au Danemark (en)

### Cinéma
- Cinéma danois
- Réalisateurs danois, Scénaristes danois
- Acteurs danois, Actrices danoises
- Films danois

#### Production
Nordisk Film est présent sur le marché du cinéma depuis 1906, ce qui en fait une des plus anciennes sociétés de production. Elle a depuis divers concurrents, parmi lesquels Zentropa Film (Dancer in the Dark de Lars von Trier ou Nimbus Film (Festen de Thomas Vinterberg).

#### Réalisateurs
Dès les débuts du cinéma, Carl Theodor Dreyer fut un réalisateur danois connu mondialement, avec notamment La Passion de Jeanne d'Arc, Vampyr, Ordet ou Gertrud.
À la fin du XXe siècle, l'école du Dogme (Thomas Vinterberg, Lars Von Trier, Søren Kragh Jacobsen) a marqué l'histoire du cinéma par son refus de principe des éclairages artificiels, de la musique, des effets spéciaux... au bénéfice de la tension dramatique.
Mais il y a aussi d'autres grands réalisateurs comme Bille August, Gabriel Axel, Nicolas Winding Refn ou Anders Thomas Jensen.

### Autres
- Vidéo, Jeux vidéo, Art numérique, Art interactif
- Culture alternative, Culture underground
- Christiania (Danemark)
- Jeux vidéo développés au Danemark

## Tourisme
- Tourisme au Danemark (rubriques)
- Tourisme au Danemark
- Sur WikiVoyage
- Conseils aux voyageurs pour le Danemark :
  - France Diplomatie.gouv.fr
  - Canada international.gc.ca
  - CG Suisse eda.admin.ch
  - USA US travel.state.gov

## Patrimoine

### Musées
- Liste de musées au Danemark
- Bibliothèques du Danemark

### Liste du Patrimoine mondial
Le programme Patrimoine mondial (UNESCO, 1971) a inscrit dans sa liste du Patrimoine mondial (au 12/01/2016) : Liste du patrimoine mondial au Danemark.

### Liste représentative du patrimoine culturel immatériel de l’humanité
Le programme Patrimoine culturel immatériel (UNESCO, 2003) a inscrit dans sa liste représentative du patrimoine culturel immatériel de l'humanité (au 10 janvier 2016) : aucune activité humaine encore.

### Registre international Mémoire du monde
Le programme Mémoire du monde (UNESCO, 1992) a inscrit dans son registre international Mémoire du monde (au 10/01/2016) :
- 1997 : Collection des archives des compagnies danoises de commerce extérieur, dont la Compagnie danoise des Indes occidentales et orientales[10] ;
- 1997 : La Collection Carl von Linné[11] ;
- 1997 : Les archives Søren Kierkegaard[12] ;
- 1997 : Les manuscrits et la correspondance de Hans Christian Andersen[13] ;
- 2007 : Registres du péage du Sund (1557-1857)[14] ;
- 2007 : El Primer Nueva Coronica y Buen Gobierno[15] ;
- 2009 : Collection arnamagnéenne (avec l'Islande)[16] ;
- 2011 : MS. GKS 4 2°, vol. I-III, Biblia Latina, généralement appelé La Bible de Hambourg ou la Bible de Bertoldus (1255)[17].